# Kuczkuny (rejon wołożyński)
Kuczkuny (biał. Кучкуны; ros. Кучкуны) – wieś na Białorusi, w obwodzie mińskim, w rejonie wołożyńskim, w sielsowiecie Raków.

## Historia
W czasach zaborów wieś, folwark i leśniczówka w gminie Raków, w powiecie mińskim, w guberni mińskiej Imperium Rosyjskiego. W 1866 należały do dóbr skarbowych Pokucie.
W latach 1921–1945 wieś, folwark i leśniczówka leżały w Polsce, w województwie wileńskim, w powiecie stołpeckim, a od 1927 w powiecie mołodeckim, w gminie Raków.
Według Powszechnego Spisu Ludności z 1921 roku zamieszkiwało:
- wieś – 119 osób, 12 było wyznania rzymskokatolickiego a 107 prawosławnego. Jednocześnie 17 mieszkańców zadeklarowało polską a 102 białoruską przynależność narodową. Były tu 22 budynki mieszkalne[6]. W 1931 w 25 domach zamieszkiwało 151 osób[7].
- folwark – w 1931 w 1 domu zamieszkiwało 9 osób[7].
- leśniczówkę – w 1931 w 1 domu zamieszkiwało 11 osób[7].

Wierni należeli do parafii rzymskokatolickiej i prawosławnej w Rakowie. Miejscowość podlegała pod Sąd Grodzki w Rakowie i Okręgowy w Wilnie; właściwy urząd pocztowy mieścił się w Rakowie.
Mieściła się tu wówczas strażnica KOP „Kuczkuny”. W 1932 obsada strażnicy zakwaterowana była w budynku popolicyjnym. 17 września 1939 strażnica „Kuczkuny” podjęła walkę. W jej zdobywaniu pomagała sowiecka artyleria. Po wystrzelaniu amunicji, dowodzona przez sierż. Rudolfa Trzosa, załoga zdołała się wycofać. Jednak 18 września dostała się do niewoli.
Miejscowość pojawia się na kartach powieści Sergiusza Piaseckiego Kochanek Wielkiej Niedźwiedzicy.